# Землетрясение в Пакистане (2008)
Землетрясение в Пакистане 2008 года — землетрясение с магнитудой 6,4. Основной толчок произошёл 29 октября 2008 года в 04:09 по местному времени (или в 23:09 28 октября по UTC). Эпицентр находился в 70 км к северо-востоку от Кветты (Белуджистана) и в 185 км на юго-восток от афганского города Кандагар на глубине 10-15 км. В результате землетрясения погибло не меньше 135 человек, ранено не меньше 70.

## Подробности
Землетрясение произошло в малонаселённом районе, под его удар попали жители восьми деревень. Местные жители возводят в основном глинобитные постройки, которые почти все оказались разрушены стихийным бедствием. Мэр города Зиарат Дилавар Хан заявил, что дома в городе и его окрестностях «сильно повреждены».
Город Кветта уже был практически разрушен землетрясением в 1935 году.